# Тюржон, Пьер (хоккеист)
Пьер Жюлье́н Тюржо́н (фр. Pierre Julien Turgeon; род. 28 августа 1969, Руэн-Норанда, Квебек) — канадский хоккеист.

## Биография
На драфте НХЛ 1987 года был выбран в 1-м раунде под общим 1-м номером командой «Баффало Сейбрз». 25 октября 1991 года был обменян в «Нью-Йорк Айлендерс». 5 апреля 1995 года был обменян в «Монреаль Канадиенс». 29 октября 1996 года был обменян в «Сент-Луис Блюз». 1 июля 2001 года как неограниченно свободный агент подписал контракт с «Даллас Старз». 3 августа 2005 года как неограниченно свободный агент подписал контракт с «Колорадо Эвеланш», где и закончил свою карьеру в 2007 году.
В 2023 году Тюржон был включён в Зал хоккейной славы.

### Семья
Жена Элизабет, три дочери: близняшки — Элизабет и Александра (24.07.1992), и Валери (02.03.1998). Элизабет и Валери также занимаются хоккеем. Старший брат, Сильвен, бывший игрок, провёл 14 сезонов в НХЛ. Сын, Доминик (род. 1996), на драфте НХЛ 2014 года был выбран в 3-м раунде под общим 63-м номером клубом «Детройт Ред Уингз», в НХЛ сыграл только 9 матчей.

## Награды
- Мишель Бержерон Трофи, 1986 («Гранби Бизонз»)
- Майк Босси Трофи, 1987 («Гранби Бизонз»)
- Леди Бинг Трофи, 1993 («Нью-Йорк Айлендерс»)
- Участник матча «Всех звёзд» НХЛ (4 раза)
- Введён в Зал хоккейной славы (2023)[1]

## Статистика
```
                                          --- Regular Season ---  ---- Playoffs ----
Season   Team                      Lge    GP    G    A  Pts  PIM  GP   G   A Pts PIM
------------------------------------------------------------------------------------
1985-86  Canadian National Team    Intl   11    2    4    6    2
1985-86  Granby Bisons             QMJHL  69   47   67  114   31  --  --  --  --  --
1986-87  Granby Bisons             QMJHL  58   69   85  154    8   7   9   6  15  15
1987-88  Buffalo Sabres            NHL    76   14   28   42   34   6   4   3   7   4
1988-89  Buffalo Sabres            NHL    80   34   54   88   26   5   3   5   8   2
1989-90  Buffalo Sabres            NHL    80   40   66  106   29   6   2   4   6   2
1990-91  Buffalo Sabres            NHL    78   32   47   79   26   6   3   1   4   6
1991-92  Buffalo Sabres            NHL     8    2    6    8    4  --  --  --  --  --
1991-92  New York Islanders        NHL    69   38   49   87   16  --  --  --  --  --
1992-93  New York Islanders        NHL    83   58   74  132   26  11   6   7  13   0
1993-94  New York Islanders        NHL    69   38   56   94   18   4   0   1   1   0
1994-95  New York Islanders        NHL    34   13   14   27   10  --  --  --  --  --
1994-95  Montreal Canadiens        NHL    15   11    9   20    4  --  --  --  --  --
1995-96  Montreal Canadiens        NHL    80   38   58   96   44   6   2   4   6   2
1996-97  Montreal Canadiens        NHL     9    1   10   11    2  --  --  --  --  --
1996-97  St. Louis Blues           NHL    69   25   49   74   12   5   1   1   2   2
1997-98  St. Louis Blues           NHL    60   22   46   68   24  10   4   4   8   2
1998-99  St. Louis Blues           NHL    67   31   34   65   36  13   4   9  13   6
1999-00  St. Louis Blues           NHL    52   26   40   66    8   7   0   7   7   0
2000-01  St. Louis Blues           NHL    79   30   52   82   37  15   5  10  15   2
2001-02  Dallas Stars              NHL    66   15   32   47   16  --  --  --  --  --
2002-03  Dallas Stars              NHL    65   12   30   42   18   5   0   1   1   0
2003-04  Dallas Stars              NHL    76   15   25   40   20   5   1   3   4   2
2005-06  Colorado Avalanche        NHL    62   16   30   46   32   5   0   2   2   6
------------------------------------------------------------------------------------
         NHL Totals                     1277  511  809 1320  442 109  35  62  97  36

```